# Disolfuro di diallile
Il disolfuro di diallile è il composto chimico che si forma più abbondantemente nell'estratto degli olii essenziali delle bulbose del genere Allium (aglio, cipolla, porro, erba cipollina e scalogno), genere che dà appunto il nome al radicale monoinsaturo (allile). Possiede formula molecolare C6H10S2 ed è un liquido irritante e infiammabile dal caratteristico odore d'aglio, liposolubile e quasi insolubile in acqua. La sua stabilità rispetto ai composti più ossigenati da cui naturalmente deriva lo fanno preferire nell'utilizzo nell'industria alimentare
Alliina, allicina, ajoene, trisolfuro di diallile, tetrasolfuro di diallile e solfuro di diallile sono altre composti che rientrano nella composizione delle sostanze che danno, insieme a olii essenziali terpenici, il caratteristico aroma alle bulbose.
Il disolfuro di diallile è anche il composto maggiormente soggetto a indagine in vivo ed in vitro, in relazione alle note proprietà anti-tumorali dell'aglio e in particolare in relazione all'azione sui carcinomi in genere. La pianta integra possiede un vasto spettro di composti potenzialmente protettivi, prevalentemente ad azione antiossidante. Si ritiene che l'attività del disolfuro di diallile si esplichi nell'arresto del ciclo cellulare in fase G2/M e nell'induzione di apoptosi nelle cellule tumorali.
Le reazioni chimiche che portano alla formazione dei solfuri allilici si dipartono prevalentemente dai composti alliina ed isoalliina che, sottoposti ad azione enzimatica da parte dell'allinasi (alliin liasi), contenuta nel sistema di vacuoli cellulari della stessa pianta, li convertono nei sulfonati, passando per intermedi sulfenici. Queste reazioni avvengono sia nel distillato, sia nel macerato oleoso. A seconda delle condizioni di estrazione, può poi avvenire la riduzione a solfuro.
La composizione media in peso nei principali solfuri del prodotto industriale è:
| Composto                 | % in peso |
| ------------------------ | --------- |
| disolfuro di diallile    | ~ 26%     |
| trisolfuro di diallile   | ~18%      |
| allil metil trisolfuro   | ~15%      |
| allil metil disolfuro    | ~12%      |
| diallil tetrasolfuro     | ~8%       |
| allil metil tetrasolfuro | ~6%       |